# ヘスス・ヒル・マンサーノ
ヘスス・ヒル・マンサーノ（Jesús Gil Manzano、1984年2月4日）は、スペイン・エストレマドゥーラ州ドン・ベニート出身のサッカー審判員。2012年よりラ・リーガの審判員を務める。

## 経歴
エストレマドゥーラ州のドン・ベニートに生まれ、11歳の時には陸上競技の1つである5,000m走のスペイン全国選手権で10位に輝いたことがある。17歳でテルセーラ・ディビシオンの審判員を務めると、2012年8月25日、マラガCFとRCDマヨルカの試合でラ・リーガデビューを果たした。
国際試合ではUEFA EURO 2016やUEFA U-21欧州選手権2017、2019 FIFA U-20ワールドカップの主審を経験した。
23-24シーズン、第27節のレアル・マドリードvsバレンシア戦でブライム・ディアスのクロスの直後に試合終了の笛を吹き、レアルマドリードのゴールを無効にしたことで猛抗議したジュード・ベリンガムに、レットガードの判定を下した。